# 常務次官
，簡稱常次或常秘，是採行政黨政治運作的民主國家中，由資深公務員擔任的副部長級職位。以英国政府為例，常次由各部門中一至兩名的資深文官出任，並於大臣的領導之下，掌管內閣部門內的實際行政工作。

## 概說
常務次官和政務次官皆為部門次長，不同之處在於常次是循公職管道晉升，政次則是直接由首長任命的政務官。因此，理論上政次會比常次來得更為受重視，權限級別通常也較常次來得高。常務次長需保持行政中立，通常不得參與政黨活動；如果發生政黨輪替，政務次長通常隨政府首腦或國家元首一起辭任，常務次長則不受影響。

## 各地情形

### 英国
在英國（不包括海外領土），政務次官（Parliamentary Undersecretary of State）是由國會議員擔任的政务官，參與內閣大臣、首相所屬的政府活動，隨內閣共同進退，而常務次長則處理部內的日常工作，聘任不會受內閣的任期影響。而非內閣部門（Non-ministerial government department）則更常由這些常務次官所掌管，因為這些非內閣部門往往負責監督或管理功能，為保持其公正性，必須由政治中立的常務次官掌管，以免其地位受政治利益所抵觸。
在常務次長屬下同是高級公務員的有：第二常務次長（Second Permanent Secretary）、次長及助理次長。

### 中華民國（臺灣）
中華民國於最近一次的行政院組織改造後，各個部門均僅設一名常務次長，與另外兩名政務次長一同輔佐部長處理政務。惟國防部設有兩名常次，且由現役軍事將領擔任。